# كادر المعلمين
كادر المعلمين هو مشروع قدمته وزارة التربية والتعليم المصرية للنهوض بالمعلمين ماديا ومهنيا، حيث قدم بمشروع قانون لمجلس الشعب المصري في إطار ما عرف بالنهوض ب المعلم والذي ورد ضمن البرنامج الانتخابي للرئيس المصري السابق محمد حسني مبارك.
ودار جدلا واسع حول الكادر وبعد سنوات طبق قانون الكادر بعد إقراره في مجلس الشعب كالتالي المرحلة الأولى طبقت بصرف خمسين بالمائة من الأساسيات الهزيلة لمرتبات المعلمين مع حرمان من حصل على الكادر من حافز الإثابة 75% وتم تعليق المرحلة الثانية منه بالرغم من حلول موعد صرفها قانونا بحجة ربط تطبيقها باجتياز المعلم امتحان في ثلاث مجالات واصطلح على هذالأمر باختيارات كادر المعلمين.
قابل كل هذا زيادة جنونية في الأسعار فاستمر وضع المعلم المصري في قاع المهن والطبقات الاجتماعية ما أدى لاستمرار تدهور العملية التعليمية فلا زال نسبة غير قليلة من المعلمين يمارسون الدروس الخصوصية التي أفسدت بدورها التعليم في مصر والتي فيما يبدو أن لا علاقة بالكادر في وقفها وبسببها هجرت المدارس وخاصة مدارس التعليم قبل الجامعي الثانوية العامة
وتحديد الأساس مرة على سنوات الخبرة ومرة على أساس الدرجة تضاربت التصريحات وبالمحاولة والخطأ ونظام بلونة الاختبار بصرف حافز الإثابة ثم وقفه فسرها البعض بمسكنات وأخيرا اشترطت الوزارة لتنفيذ المرحلة الثانية من الكادر إخضاع المعلمين والذين يزيد عددهم عن المليون معلم لاختبارات في مجال علوم التخصص وعلوم التربية وعلم النفس واللغة العربية ودار نقاش ولغط وشجب وصاغت أكاديمية المعلم نماذج أسئلة كادر المعلمين في صفحة كل مدرس بموقعها.

## تعليقات واراء بعض المعلمين
تباينت آراء المعلمين فمنهم من رأي ان كادر المعلمين شيء سلبي ومن تعليقاتهم على الكادر بعضهم اسماه كدر دراجة وعلق بعضهم يظل يتعلم المرء حتى يظن انه عالم وهنا يبدأ الجهل. ولا يعيب الممتحن أن يخضع للامتحان ولكن حدد لي مقرر وامنح لي وقتا وأعقد لي الامتحان لتحديد مسمى وظيفي أو للحصول على ترقية والنجاح والرسوب قدر أما راتبي فمقابل عمل والرازق هو الله وعلق الطلاب بقولهم ليشرب المعلمون من الكاس الذي يسقون منه تلاميذهم وليجربوا مع امتحانات الكادر فرحة النجاح ومرارة الرسوب

## معلمو الأزهر والكادر
حدث لغط بخصوص تطبيق اختيارات كادر المعلمين على معلمي قطاع المعاهد الأزهرية التابعة للأزهر حيث أشيع أنهم لن يخضعوا للامتحان بحجة أنهم موثوق بهم مع العلم بأن امتحانات الترقي لا علاقة لها بالثقة من عدمه فلقد كان ولا زال المعلم الأزهري يعين ويتعاقد مع خريجي جامعة الأزهر للعمل بالتربية والتعليم وكذلك خريجي الجامعات المصرية يعينون ويتعاقد معهم للعمل بالأزهر لتدريس تخصاصتهم المختلفة ولا يوجد فرق سوى التبعية الإدارية ومحتوى مادة التدريس وطبيعة المواد الشرعية فالمتوقع أن يمتحن معلم الأزهر في اللغة العربية وطرق التدريس والمادة العلمية التي يدرسها.
وبالتعاون مع وزارة التربية والتعليم والأزهر تم إنشاء أكاديمية معلمى الأزهر على موقع أكاديمية معلمي التربية والتعليم.
وهذا هو الرابط http://alazhar.moe.gov.eg/academy/

## موضوعات أسئلة اختبارات كادر المعلمين
أولا :- تحت كود A01 حول تدور الأسئلة المتعلقة ب اللغة العربية لجميع المعلمين حول الموضوعات الأتية:-
1. الفهم القرائي المباشر والغير مباشر
2. علامات الترقيم
3. أنواع الهمزات والتاءات
4. معاني المفردات اللغوية
5. قواعد الجملة الفعلية وقواعد الجملة الأسمية الحروف الناسخة والأفعال الخمسة

ثانيا :- وتحت كود p04 تأتي مادة الكفاءة التربوية وتدور الأسئلة المتعلقة بموضوعات تخص معلمي التعليم الابتدائي والإعدادي والتعليم الثانوي
1. مفهوم الدافعية وأهميتها وبيئة التعلم ومكونتها
2. التعلم ومراحل النمو المختلفة.
3. نظريات التباين بين المتعلمين.
4. مهارات الاتصال والتواصل.
5. عملية تخطيط أنشطة التعلم والتعليم.
6. مفهوم التدريس واستراتيجيات التدريس.
7. استراتيجيات التقييمو أدوات التقييم.
8. النمو المهني المستمر والمشاركة المجتمعية.

ثالثا :- مادة التخصص أكواد مختلفة وموضوعات متعلقة باهداف كل مادة علمية على حدة

## محتويات ملف ترقية معلم[1]
- صحيفة الأحوال الخاصة بالمعلم معتمده .
- تقريرين معتمدين للكفاية الخاصة بالمعلم من العامين السابقين .
- تقرير معتمد لتقويم أداء المعلم بواسطة الموجة الفني .
- تقرير معتمد لتقويم أداء المعلم بواسطة مدير المدرسة ( الرئيس المباشر) .
- صوره معتمدة من بطاقة الرقم القومي للمتقدم للترقية .
- أخلاء الطرف من التدريب .

## تطورات
أعلن على موقع أكاديمية المعلم فجر الأحد 2نوفمبر2008 عن كيفية معرفة نتيجة امتحان الكادر المرحلة الثانية ولمعرفة نتيجتك فقط إضغط هنا 
موقع أكاديمية المعلم
وأفتح صفحتك برقم الكود والرقم القومي والرقم السري وذلك حفاظا على سرية النتيجة ولا يوجد جهة مسئولة عن هذا الموضوع غير http://knowledge.moe.gov.eg/arabic/

## وصلات خارجية
- موقع وزارة التربية والتعليم المصرية